# Pasi Karppinen
Pasi Karppinen (5 de janeiro de 1981)  é um futebolista finlandês que já começou a atuar no PK-37, KuPS, Penn State Nittany Lions e no MP.